# Ремежь
Ремежь — река в Калужской области России.
Протекает по территории Юхновского района. Исток — у деревни Куркино, впадает в реку Угру в 120 км от её устья по правому берегу, выше районного центра — города Юхнова. Длина реки составляет 26 км, площадь водосборного бассейна — 107 км².

## Данные водного реестра
По данным государственного водного реестра России относится к Окскому бассейновому округу, водохозяйственный участок реки — Угра от истока и до устья, речной подбассейн реки — Бассейны притоков Оки до впадения Мокши. Речной бассейн реки — Ока.
Код объекта в государственном водном реестре — 09010100412110000021313.